# 宣平陵
宣平陵，是中国五胡十六国后燕成武帝慕容垂的陵墓。
396年四月初十，慕容垂在上谷沮阳去世，九月章武王慕容宙奉慕容垂、成哀皇后葬于龙城宣平陵，在今辽宁朝阳。但五胡十六国君主有设虚陵的惯例。《太平广记》记载645年（唐朝贞观十九年）二月，唐太宗征讨高句丽，行至定州时，路侧有一鬼，穿着黄衣，立在高冢上，神采特异。太宗遣使问他，他说：“我昔胜君昔，君今胜我今。荣华各异代，何用苦追寻。”言罢不见，问当地人，这里是慕容垂墓。慕容垂墓或在河北省定州，1969年12月，考古工作者在定县发现一块宋代《创修净众院记》石碑：“东踞龟城，西连滱水，北枕慕容氏之高陵，南通皇都之大道。”定县博物馆发文：“慕容氏之高陵，即传说中的靖王坟，在塔基的正北200米处，当是后燕慕容氏的陵墓。”